# Santa Cruz (Bolivia)
 For alternative betydninger, se Santa Cruz. (Se også artikler, som begynder med Santa Cruz)
Santa Cruz eller Santa Cruz de la Sierra er Bolivias største by og hovedstad i departementet Santa Cruz med 1,5 millioner indbyggere. Byen ligger i den østlige del af landet og har et af Bolivia's største industriområder.
Santa Cruz blev grundlagt 26. februar 1560 af spanieren Ñuflo de Chávez. Efter konflikter med indianske befolkningsgrupper blev byen flyttet til bredden af floden Piraí i 1592. Byen har traditionelt ligget isoleret i Bolivia og er kendt for at have mange bygninger fra den spanske koloniperiode.
Santa Cruz er hjemsted for Bolivias største lufthavn, Viru Viru International Airport.
- Wikimedia Commons har flere filer relateret til Santa Cruz (Bolivia)

17°47′21″S 63°11′51″V / 17.7892°S 63.1975°V